# Antoine Rabusson-Lamothe
Antoine Rabusson-Lamothe (12 juillet 1756, Lintot - 26 mai 1821, Lempdes), est un homme politique français.

## Biographie
Avocat du roi, il est élu, le 10 septembre 1791, député du Puy-de-Dôme à l'Assemblée législative. Il fait partie du comité des domaines et est de la députation envoyée à la cérémonie en l'honneur du maire d'Étampes, Simonneau, le 2 juin 1792. 
Après la session, il est nommé chef de bataillon et prend part aux guerres de Vendée. En l'an IV, il devient commissaire du gouvernement près des tribunaux et membre du jury de l'instruction publique.
Rallié au 18 brumaire, il est appelé, le 18 ventôse au VIII, à la préfecture de la Haute-Loire, fonctions qu'il conserve jusqu'au 12 février 1810. Il rentre alors dans la vie privée.